# خاریتس ۶۲۷

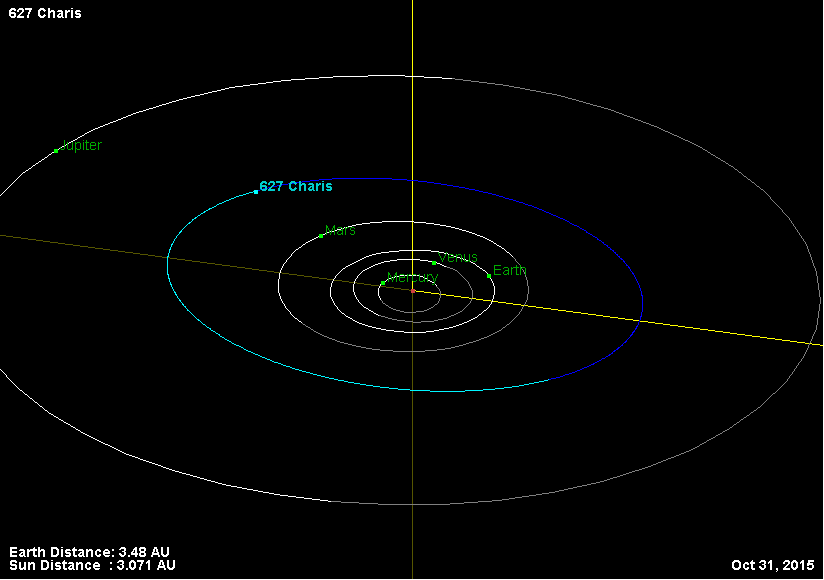
سیارک ۶۲۷

سیارک ۶۲۷ (به انگلیسی: 627 Charis، نامگذاری:1907XS) ششصد و بیست و هفتمین سیارک کشف شده‌است که در ۴ مارس ۱۹۰۷ و در هایدلبرگ کشف شد.
قدر مطلق سیارک برابر ۹٫۹۵ است.